# Kadamba
Kadamba (Neolamarckia cadamba) – gatunek drzewa z rodziny marzanowatych. Powszechnie występuje na Subkontynencie Indyjskim, rośnie również w Azji Południowo-Wschodniej i południowej części Chin.

## Nazwa
Nazwa związana jest z dynastią Kadamba, rządzącą na terenie współczesnego stanu Karnataka od IV do VI w.. Drzewo to było uważane za święte przez członków dynastii Kadamba.

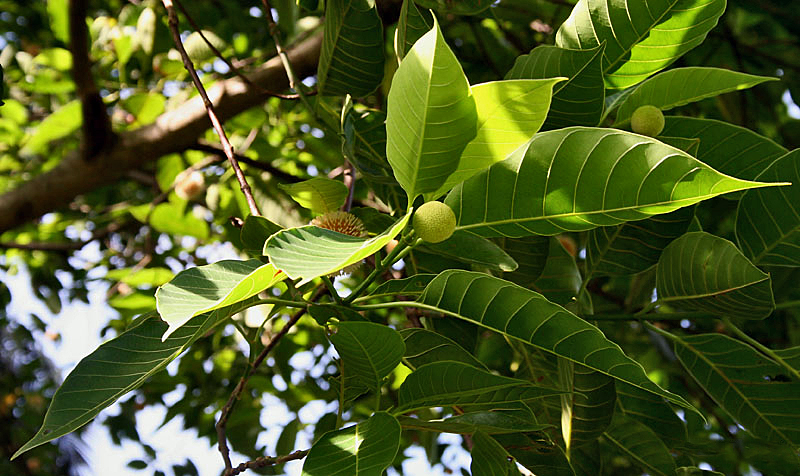
Liście i kwiaty

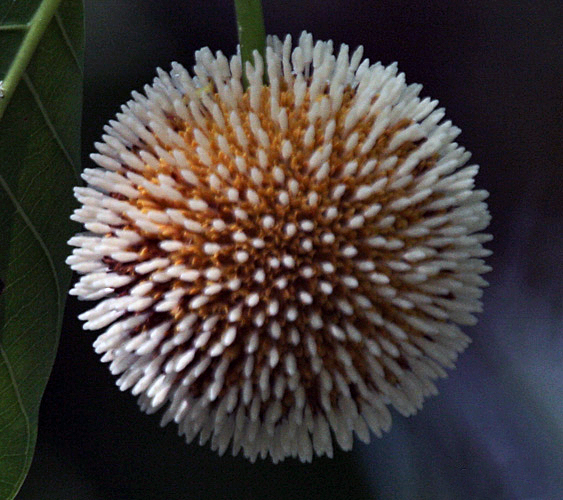
Kwiat

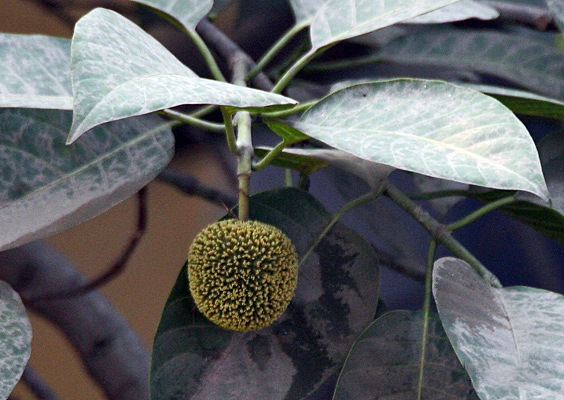
Owoc

## Morfologia
Wysokie, szybkorosnące drzewo o rozłożystej koronie. Może osiągnąć 45 m wysokości. Liście owalne, błyszczące, przeciwległe, o długości do 30 cm. Kwiaty kuliste, żółte lub pomarańczowe.

## Zastosowanie
- Owoce są jadalne.
- Młode liście wykorzystuje się jako paszę dla bydła.
- Drewno wykorzystuje się w meblarstwie i przemyśle papierniczym.
- Daje dużo cienia, z tego względu jest jednym z drzew najczęściej sadzonych w tropikach przy ulicach. Doskonale nadaje się do ponownego zalesiania. Opadłe liście poprawiają właściwości gleby.
- Z kory korzeni otrzymuje się żółty barwnik.
- Kora wykazuje pewne właściwości lecznicze.

## Znaczenie w hinduizmie
- Drzewo kadamba jest wzmiankowane w szeregu starożytnych tekstów mitologicznych[7]. Szczególnie jest związane z kultem Kryszny i Radhy. Przypisuje mu się moc silnego związywania kochanków[8].
- Na południu Indii wiąże się z kultem Dewi (Parwati)[9][10],

lub Kadambarijamman.
- W południowych Indiach jest czczone również jako siedziba bóstwa Murugan[13].
- Drzewo kadamba symbolizujące "Kadambavanam" (gaj kadamba) znajduje się na terenie świątyni Minakszi w Maduraju[11][14].
- Adi Śankara naucza, iż gaju takich drzew nipowych spoczywa w zaświatach śrićakry bogini Tripurasundari[15]

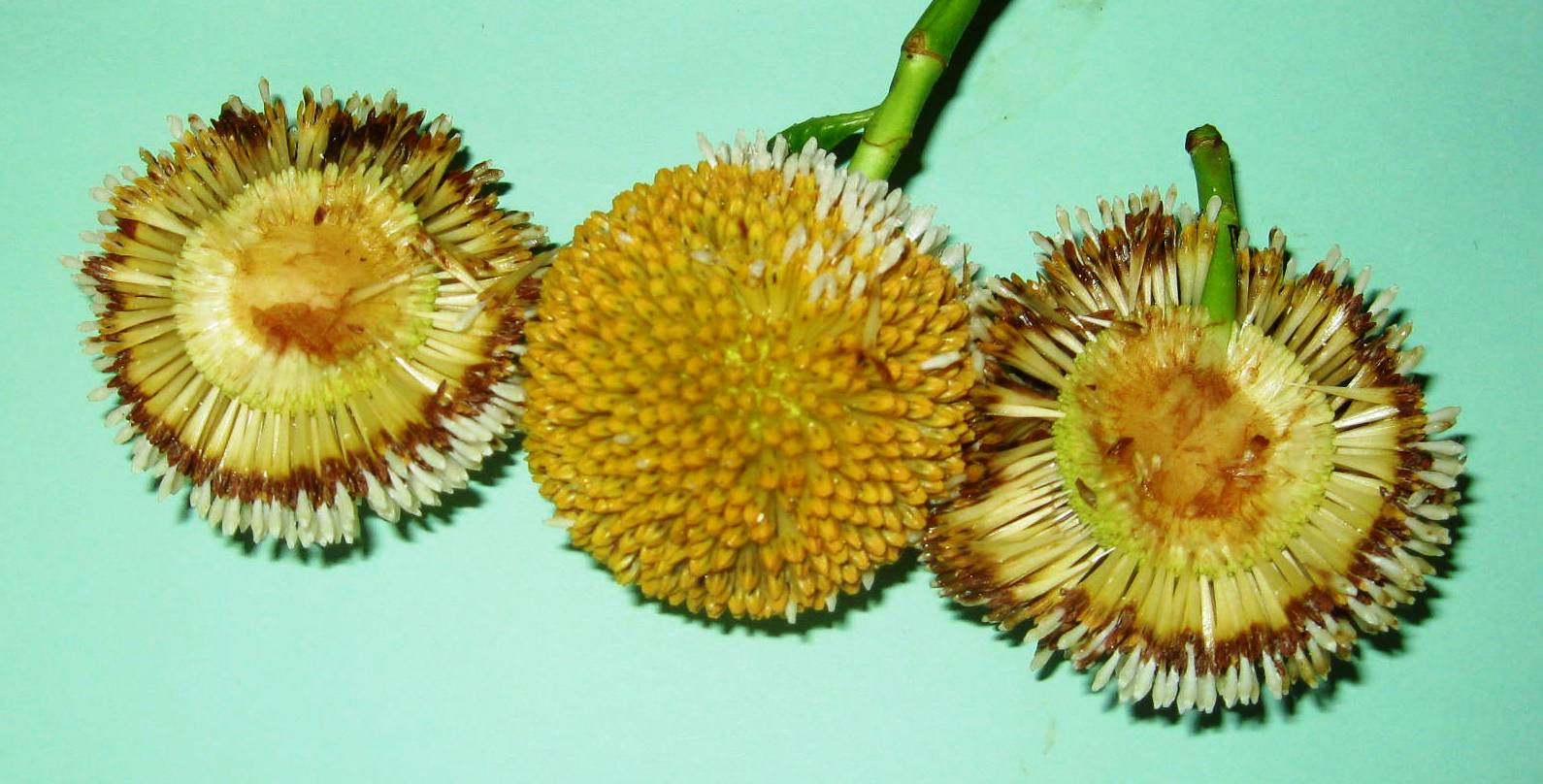
Pełny Kadamba z dwiema połówkami

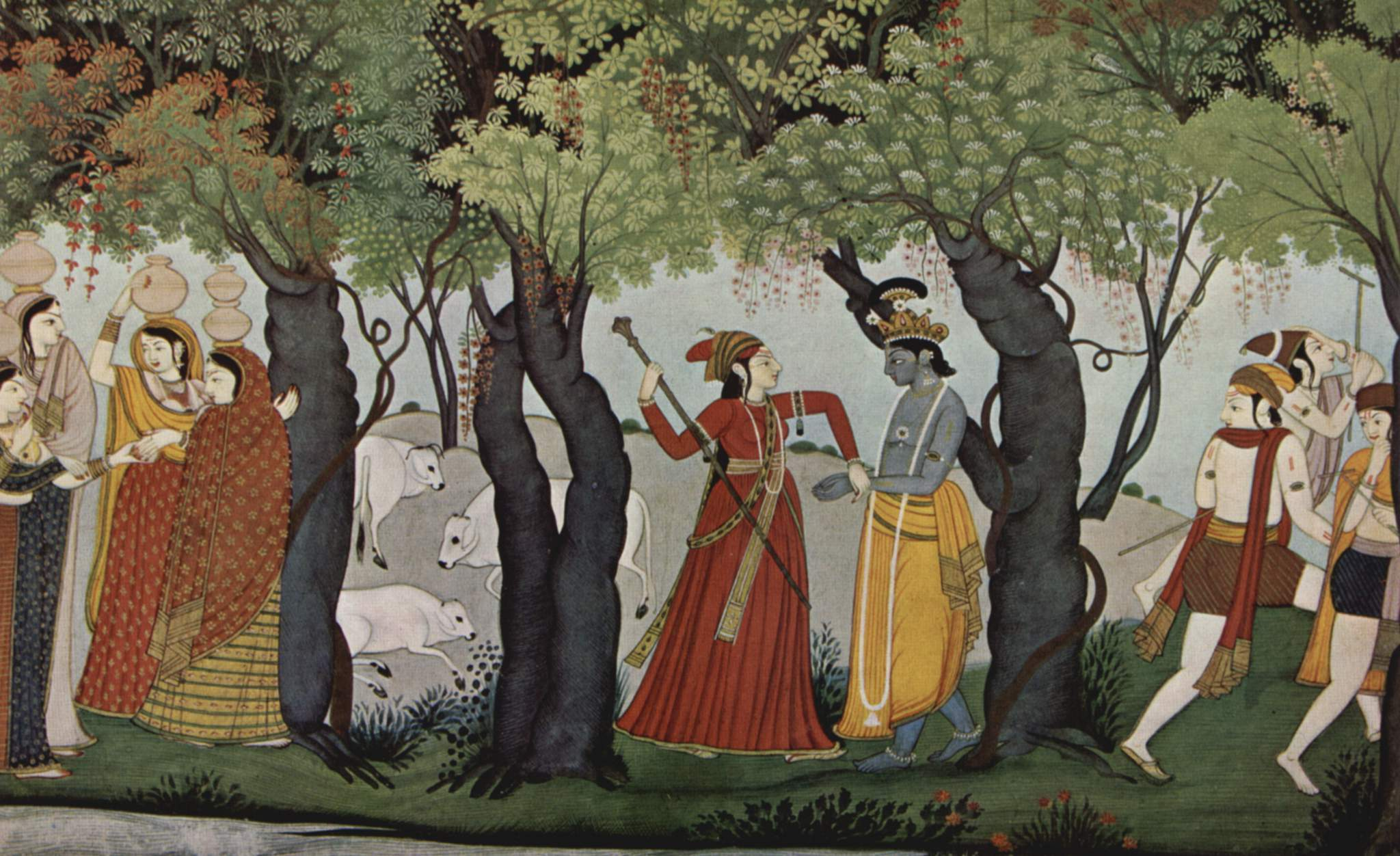
Radha i Kryszna